# ショウナンナデシコ
ショウナンナデシコ（欧字名:Shonan Nadeshiko、2017年2月6日 - ）は、日本の競走馬。主な勝ち鞍は2022年のかしわ記念、エンプレス杯、マリーンカップ、スパーキングレディーカップ。
馬名の意味は、冠名＋撫子。

## 戦績

### 2歳（2019年）
2019年9月29日の2歳新馬（阪神ダート1800ｍ）でデビュー。逃げて上り最速を叩き出し、後続に7馬身差をつけて初戦を勝利で飾る。デビュー2戦目のもちの木賞は1番人気に推されたが4着に敗れた。

### 3歳（2020年）
3歳初戦、3歳1勝クラスは7着と惨敗。続くネモフィラ賞は先行し、勝ち馬に1馬身1/4差の2着に粘った。次走、君子蘭賞では芝を使われ6着、ダートに戻した3歳1勝クラスでリネンファッション以下に3馬身差をつけて2勝目を手にした。昇級初戦、青竜ステークスは0.2秒差の4着に入る。次走、3歳以上2勝クラスで1.8倍の1番人気となったが、3着に敗れた。その後は休養を取り5か月後、11月の西湖特別で復帰し6着に敗れた。

### 4歳（2021年）
4歳初戦、4歳以上2勝クラスで3着に入るが、続く矢作川特別、4歳以上2勝クラスと2戦続けて勝ち馬から1秒以上離された9着に敗れる。その後、3歳以上2勝クラスで後続を6馬身離す快勝で3勝目を挙げた。3か月後、JRAアニバーサリーステークスで5着に入ると、続く西脇ステークスで前を行くキタノインディをクビ差捕らえて1着、オープン昇級を果たした。昇級初戦、カノープスステークスは3番手から、直線でグレートタイム、ヒロイックテイルの間を突き抜け、1馬身半抜け出して連勝でオープン初勝利を挙げた。次走、ベテルギウスステークスは3番手につけたが逃げるアイオライトを捕まえられず2馬身半差の2着となった。

### 5歳（2022年）
5歳初戦、初の重賞挑戦となったTCK女王盃はいったん先頭に立ち、テオレーマにクビ差差し切られるも2着と好走。2回目の重賞挑戦となったエンプレス杯は好位のインでレースを進め、逃げ粘るサルサディオーネに1馬身半差をつけ優勝。重賞初勝利を飾った。
続いて4月13日に行われたJpnIIIマリーンカップに出走。道中は2番手でレースを進め、逃げる1番人気サルサディオーネを直線で交わすとどんどん差を開いていき、最後はこれに8馬身差をつけ優勝した。
次走に、5月5日に行われたJpnIかしわ記念を選択、単勝4.1倍の2番人気に推され出走した。レースでは最内1枠1番に入り、好スタートからハナを奪い切って半馬身差のリードを保ち向正面を通過、3コーナーで並びかけられるも、4コーナーで加速し1馬身ほどのリードで直線に突入。ソリストサンダーの猛追を凌ぎ切り1と1/2馬身差をつけ1着で入線、重賞3連勝、自身のGI級競走初制覇となった。牝馬によるかしわ記念制覇は1990年のフジノダンサー以来となり、中央・地方交流重賞となってからは初めて。オルフェーヴル産駒としても地方GI初制覇となった。
7月6日に行われたスパーキングレディーカップ (JpnIII) に出走。単勝オッズ1.3倍の圧倒的1番人気に推された。レースでは2番手に付け直線で先頭に立って押し切り、追い込んだ3番人気レディバグにクビ差をつけ優勝。重賞4連勝とした。
5歳秋初戦として10月6日に行われたレディスプレリュード (JpnII) に出走。ここでも単勝オッズ1.4倍と圧倒的な支持を受ける。レースでは押し出されるような形でハナに立つ。最後の直線では一度は2番人気プリティーチャンスを抜かすも差し返され、4番人気テリオスベルにも差され3着に敗れた。
11月3日に盛岡競馬場で行われたJBCレディスクラシック（JpnI）に出走。単勝オッズ1.7倍の1番人気で迎えたレースでは、スタートを決めて内目の3番手を追走。最後の直線では内を突くも伸びきれずに3歳馬のヴァレーデラルナとグランブリッジに次ぐ3着に敗れた。
続く11月30日のクイーン賞（JpnIII）では、トップハンデとなる57.5kgを背負う。レースでは2着のグランブリッジから7馬身離された3着に敗れた。
12月29日に大井競馬場で行われた東京大賞典（GI）に、横山武史を新たに鞍上に迎え出走。レースでは好発を決めてハナを切ったが、直線で後退しウシュバテソーロから1秒3差の6着に敗れた。

### 6歳（2023年）
6歳初戦として、東京競馬場で行われたフェブラリーステークス（GI）に出走。7番人気で迎えたレースでは前走同様に逃げの手を打つも、直前で後退し自身初の2桁着順となる15着に敗れた。このレースがラストランとなり、2月24日付けでJRA競走馬登録を抹消された。競走馬引退後は生まれ故郷である北海道日高町の天羽牧場で繁殖牝馬となる。

## 競走成績
以下の内容は、JBISサーチおよびnetkeiba.comに基づく。
| 競走日     | 競馬場 | 競走名             | 格     | 距離（馬場）  | 頭 数 | 枠 番 | 馬 番 | オッズ （人気） | 着順 | タイム （上がり3F） | 着差 | 騎手      | 斤量 [kg] | 1着馬（2着馬）         | 馬体重 [kg] |
| ---------- | ------ | ------------------ | ------ | ------------- | ----- | ----- | ----- | --------------- | ---- | ------------------- | ---- | --------- | --------- | ---------------------- | ----------- |
| 2019.09.29 | 阪神   | 2歳新馬            |        | ダ1800m（良） | 16    | 4     | 8     | 015.50（6人）   | 01着 | R1:54.3（37.6）     | -1.2 | 0岩田望来 | 51        | （アカボシ）           | 460         |
| 0000.11.16 | 京都   | もちの木賞         | 1勝    | ダ1800m（良） | 10    | 1     | 1     | 003.60（1人）   | 04着 | R1:53.3（37.7）     | -0.3 | 0岩田望来 | 54        | レーヌブランシュ       | 460         |
| 2020.01.06 | 京都   | 3歳1勝クラス       |        | ダ1800m（良） | 9     | 6     | 6     | 002.70（1人）   | 07着 | R1:55.3（38.1）     | -1.7 | 0川田将雅 | 54        | ヴォルスト             | 468         |
| 0000.01.19 | 小倉   | ネモフィラ賞       | 1勝    | ダ1700m（重） | 7     | 4     | 4     | 005.00（3人）   | 02着 | R1:45.6（38.3）     | -0.2 | 0西村淳也 | 54        | ミヤジコクオウ         | 470         |
| 0000.03.28 | 阪神   | 君子蘭賞           | 1勝    | 芝1800m（稍） | 12    | 8     | 11    | 013.10（6人）   | 06着 | R1:48.8（34.9）     | -0.7 | 0浜中俊   | 54        | ボンオムトゥック       | 470         |
| 0000.04.11 | 阪神   | 3歳1勝クラス       |        | ダ1800m（良） | 14    | 7     | 11    | 007.70（4人）   | 01着 | R1:52.7（37.7）     | -0.5 | 0岩田望来 | 53        | （リネンファッション） | 474         |
| 0000.05.17 | 東京   | 青竜S              | OP     | ダ1600m（良） | 15    | 8     | 14    | 019.90（6人）   | 04着 | R1:36.4（37.0）     | -0.2 | 0石橋脩   | 54        | デュードヴァン         | 468         |
| 0000.06.13 | 阪神   | 3歳上2勝クラス     |        | ダ1800m（不） | 12    | 3     | 3     | 001.80（1人）   | 03着 | R1:51.9（36.6）     | -0.3 | 0岩田望来 | 51        | ダイアナブライト       | 470         |
| 0000.11.21 | 東京   | 西湖特別           | 2勝    | ダ1600m（良） | 16    | 5     | 10    | 003.40（1人）   | 06着 | R1:38.1（38.5）     | -1.2 | 0石橋脩   | 54        | テオレーマ             | 458         |
| 2021.02.27 | 阪神   | 4歳上2勝クラス     |        | ダ1800m（良） | 12    | 2     | 2     | 002.40（1人）   | 03着 | R1:55.3（36.0）     | -0.2 | 0岩田望来 | 54        | ラヴォアドゥース       | 488         |
| 0000.03.20 | 中京   | 矢作川特別         | 2勝    | ダ1800m（良） | 16    | 8     | 16    | 004.50（2人）   | 09着 | R1:54.8（39.2）     | -1.1 | 0幸英明   | 54        | ダノングリスター       | 486         |
| 0000.04.04 | 阪神   | 4歳上2勝クラス     |        | ダ1800m（良） | 15    | 1     | 1     | 003.80（1人）   | 09着 | R1:54.3（40.2）     | -1.7 | 0吉田隼人 | 55        | ルコントブルー         | 484         |
| 0000.06.12 | 中京   | 3歳上2勝クラス     |        | ダ1800m（良） | 13    | 5     | 6     | 005.60（4人）   | 01着 | R1:52.4（36.8）     | -1.0 | 0松山弘平 | 55        | （ピクシーメイデン）   | 478         |
| 0000.09.20 | 中京   | JRAアニバーサリーS | 3勝    | ダ1800m（良） | 16    | 7     | 14    | 005.40（3人）   | 05着 | R1:51.5（37.4）     | -0.3 | 0吉田隼人 | 55        | トランスナショナル     | 480         |
| 0000.10.30 | 阪神   | 西脇S              | 3勝    | ダ1800m（良） | 16    | 2     | 4     | 009.70（3人）   | 01着 | R1:52.4（36.8）     | -0.1 | 0藤岡康太 | 55        | （キタノインディ）     | 480         |
| 0000.11.28 | 阪神   | カノープスS        | OP     | ダ2000m（良） | 16    | 3     | 5     | 005.60（2人）   | 01着 | R2:05.0（36.7）     | -0.3 | 0吉田隼人 | 52        | （グレートタイム）     | 480         |
| 0000.12.28 | 阪神   | ベテルギウスS      | L      | ダ1800m（良） | 16    | 7     | 13    | 002.60（1人）   | 02着 | R1:52.1（37.1）     | -0.4 | 0吉田隼人 | 55        | アイオライト           | 482         |
| 2022.01.26 | 大井   | TCK女王盃          | JpnIII | ダ1800m（良） | 12    | 5     | 5     | 005.30（4人）   | 02着 | R1:54.2（37.4）     | -0.0 | 0吉田隼人 | 55        | テオレーマ             | 482         |
| 0000.03.02 | 川崎   | エンプレス杯       | JpnII  | ダ2100m（良） | 13    | 4     | 4     | 002.10（1人）   | 01着 | R2:15.7（38.5）     | -0.3 | 0吉田隼人 | 55        | （サルサディオーネ）   | 480         |
| 0000.04.13 | 船橋   | マリーンC          | JpnIII | ダ1600m（良） | 13    | 8     | 13    | 002.80（2人）   | 01着 | R1:41.3（38.5）     | -1.7 | 0吉田隼人 | 57        | （サルサディオーネ）   | 479         |
| 0000.05.05 | 船橋   | かしわ記念         | JpnI   | ダ1600m（稍） | 14    | 1     | 1     | 004.10（2人）   | 01着 | R1:38.9（38.4）     | -0.3 | 0吉田隼人 | 55        | （ソリストサンダー）   | 484         |
| 0000.07.06 | 川崎   | スパーキングLC     | JpnIII | ダ1600m（良） | 10    | 8     | 10    | 001.30（1人）   | 01着 | R1:41.1（39.4）     | -0.1 | 0吉田隼人 | 58        | （レディバグ）         | 480         |
| 0000.10.06 | 大井   | Lプレリュード      | JpnII  | ダ1800m（重） | 12    | 2     | 2     | 001.40（1人）   | 03着 | R1:51.9（37.3）     | -0.2 | 0吉田隼人 | 57        | プリティーチャンス     | 478         |
| 0000.11.03 | 盛岡   | JBCLクラシック     | JpnI   | ダ1800m（良） | 11    | 2     | 2     | 001.70（1人）   | 03着 | R1:50.3（36.5）     | -0.2 | 0吉田隼人 | 55        | ヴァレーデラルナ       | 474         |
| 0000.11.30 | 船橋   | クイーン賞         | JpnIII | ダ1800m（稍） | 14    | 5     | 7     | 002.20（1人）   | 03着 | R1:56.3（42.5）     | -1.9 | 0吉田隼人 | 57.5      | テリオスベル           | 480         |
| 0000.12.29 | 大井   | 東京大賞典         | GI     | ダ2000m（良） | 14    | 5     | 8     | 015.00（5人）   | 06着 | R2:06.3（39.2）     | -1.3 | 0横山武史 | 55        | ウシュバテソーロ       | 484         |
| 2023.02.19 | 東京   | フェブラリーS      | GI     | ダ1600m（良） | 16    | 5     | 9     | 029.10（7人）   | 15着 | R1:38.8（39.7）     | -3.2 | 0横山武史 | 56        | レモンポップ           | 490         |

## 繁殖成績
|      | 馬名                     | 生年   | 性 | 毛色 | 父                 | 馬主 | 厩舎 | 戦績 |
| ---- | ------------------------ | ------ | -- | ---- | ------------------ | ---- | ---- | ---- |
| 初仔 | ショウナンナデシコの2024 | 2024年 | 牡 | 青毛 | サートゥルナーリア |      |      |      |

- 2024年9月25日現在

## 血統表
| ショウナンナデシコの血統（*印は海外産の日本輸入馬） | ショウナンナデシコの血統（*印は海外産の日本輸入馬）                  | ショウナンナデシコの血統（*印は海外産の日本輸入馬）                  | （血統表の出典）                                                     | （血統表の出典）  |
| 父系                                                | サンデーサイレンス系/ヘイロー系                                      | サンデーサイレンス系/ヘイロー系                                      | サンデーサイレンス系/ヘイロー系                                      | [ § 2 ]           |
| 父 オルフェーヴル 2008 栗毛                         | 父の父ステイゴールド 1994 黒鹿毛                                     | *サンデーサイレンス                                                  | Halo                                                                 | Halo              |
| 父 オルフェーヴル 2008 栗毛                         | 父の父ステイゴールド 1994 黒鹿毛                                     | *サンデーサイレンス                                                  | Wishing Well                                                         |                   |
| 父 オルフェーヴル 2008 栗毛                         | 父の父ステイゴールド 1994 黒鹿毛                                     | ゴールデンサッシュ                                                   | *ディクタス                                                          | *ディクタス       |
| 父 オルフェーヴル 2008 栗毛                         | 父の父ステイゴールド 1994 黒鹿毛                                     | ゴールデンサッシュ                                                   | ダイナサッシュ                                                       |                   |
| 父 オルフェーヴル 2008 栗毛                         | 父の母オリエンタルアート 1997 栗毛                                   | メジロマックイーン                                                   | メジロティターン                                                     | メジロティターン  |
| 父 オルフェーヴル 2008 栗毛                         | 父の母オリエンタルアート 1997 栗毛                                   | メジロマックイーン                                                   | メジロオーロラ                                                       |                   |
| 父 オルフェーヴル 2008 栗毛                         | 父の母オリエンタルアート 1997 栗毛                                   | エレクトロアート                                                     | *ノーザンテースト                                                    | *ノーザンテースト |
| 父 オルフェーヴル 2008 栗毛                         | 父の母オリエンタルアート 1997 栗毛                                   | エレクトロアート                                                     | *グランマスティーヴンス                                              |                   |
| 母 ショウナンマオ 2009 鹿毛                         | 母の父ダイワメジャー 2001 栗毛                                       | *サンデーサイレンス                                                  | Halo                                                                 | Halo              |
| 母 ショウナンマオ 2009 鹿毛                         | 母の父ダイワメジャー 2001 栗毛                                       | *サンデーサイレンス                                                  | Wishing Well                                                         |                   |
| 母 ショウナンマオ 2009 鹿毛                         | 母の父ダイワメジャー 2001 栗毛                                       | スカーレットブーケ                                                   | *ノーザンテースト                                                    | *ノーザンテースト |
| 母 ショウナンマオ 2009 鹿毛                         | 母の父ダイワメジャー 2001 栗毛                                       | スカーレットブーケ                                                   | *スカーレットインク                                                  |                   |
| 母 ショウナンマオ 2009 鹿毛                         | 母の母*ショウナンハピネス 1995 黒鹿毛                                | Kris S.                                                              | Roberto                                                              | Roberto           |
| 母 ショウナンマオ 2009 鹿毛                         | 母の母*ショウナンハピネス 1995 黒鹿毛                                | Kris S.                                                              | Sharp Queen                                                          |                   |
| 母 ショウナンマオ 2009 鹿毛                         | 母の母*ショウナンハピネス 1995 黒鹿毛                                | Rambling Barb                                                        | Cormorant                                                            | Cormorant         |
| 母 ショウナンマオ 2009 鹿毛                         | 母の母*ショウナンハピネス 1995 黒鹿毛                                | Rambling Barb                                                        | Bouncy Barb                                                          |                   |
| 母系(F-No.)                                         | ショウナンハピネス(CAN)系(FN:8-c)                                    | ショウナンハピネス(CAN)系(FN:8-c)                                    | ショウナンハピネス(CAN)系(FN:8-c)                                    | [ § 3 ]           |
| 5代内の近親交配                                     | サンデーサイレンス 3×3、ノーザンテースト 5･4×4、Hail to Reason 5×5･5 | サンデーサイレンス 3×3、ノーザンテースト 5･4×4、Hail to Reason 5×5･5 | サンデーサイレンス 3×3、ノーザンテースト 5･4×4、Hail to Reason 5×5･5 | [ § 4 ]           |
| 出典                                                | 1. 2. 3. 4.                                                          | 1. 2. 3. 4.                                                          | 1. 2. 3. 4.                                                          | 1. 2. 3. 4.       |

- 主な近親にキョウヘイ（シンザン記念）